# Wamba (rey)
Wamba (c. 630-688) fue rey de los visigodos entre los años 672 y 680, sucesor del rey Recesvinto.

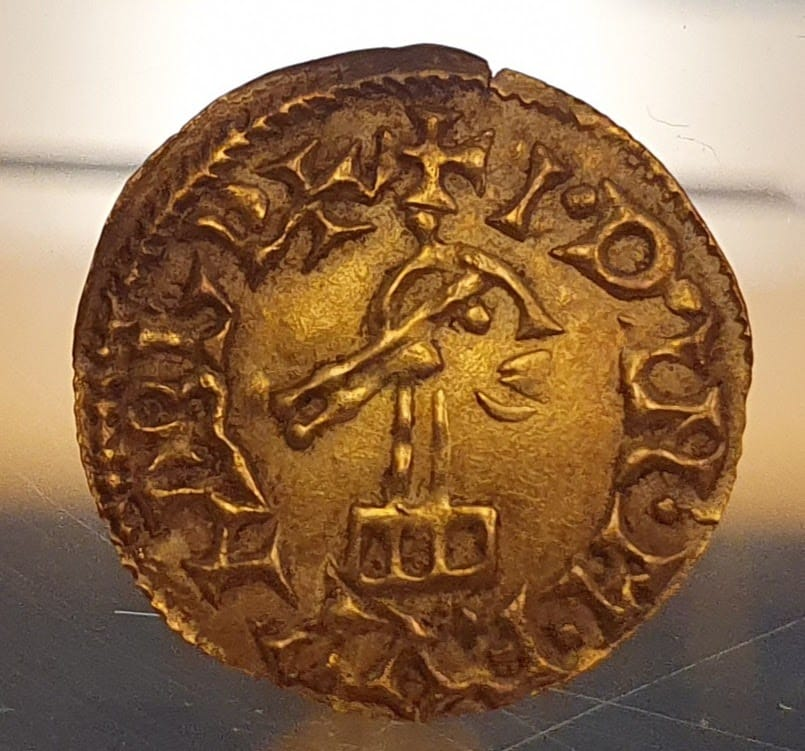
Anverso de un trémeris de Wamba - Emérita (672-680) Museo Arqueológico de Palencia.

## Biografía
Pese a rechazar inicialmente el nombramiento debido a su avanzada edad, Wamba (cuyo lugar de nacimiento no está documentado, y desde luego no es cierta la leyenda que le atribuye como natural de Pujerra, puesto que según la Real Academia de la Historia, “Ya en el año 655 ocupaba un destacadísimo puesto en el llamado “oficio palatino”, del que formaban parte los máximos representantes del grupo nobiliario hegemónico”) fue forzado por la nobleza a aceptar el trono el 1 de septiembre del año 672 en la localidad de Gertici o Gérticos, después fue llamada Wamba en su honor (Valladolid), donde había muerto su antecesor Recesvinto. Por iniciativa propia, a fin de que su elección no fuera considerada una usurpación, exigió ser coronado en Toledo, donde fue el primer rey español en ser ungido, el 20 de septiembre, por el obispo Quirico en la iglesia pretoriense de San Pedro y San Pablo.
Su reinado no fue fácil, pues lo pasó casi enteramente sofocando las luchas internas de la nobleza contra la monarquía, los nobles entre sí, los católicos contra los arrianos y la población hispanorromana contra los visigodos. Además tuvo que sofocar sucesivas rebeliones de astures y vascones y en el 672 hubo de enfrentarse a un nuevo y desconocido peligro: la invasión de norteafricanos o árabes, que intentaron pasar a la Península por Algeciras, intento que fue rechazado por visigodos e hispanorromanos.
En la región de Septimania en la Galia (al sureste de la actual Francia) en el año 673 tuvo lugar una revuelta de algunos nobles visigodos encabezada por Ilderico que se había proclamado rey. Wamba envió al duque Paulo para sofocarla, pero este inició su propia rebelión en Narbona. Paulo reemplazó a Ilderico y se proclamó a su vez rey en Gerona. Ante la situación, Wamba, que se encontraba combatiendo a los vascones que invadían Cantabria, realiza una operación relámpago y los derrota. Acto seguido acudió al lugar de los hechos y tomó por las armas Tarragona, Barcelona y Narbona, dominando finalmente la sublevación y capturando a Paulo, que tuvo que desfilar por las calles de Toledo con una raspa de pescado en la cabeza. Estos sucesos dieron lugar a que Wamba reorganizara su ejército proclamando una ley que obligaba a los nobles y eclesiásticos (bajo pena de muerte, confiscación de bienes y exilio) a acudir con las tropas en caso de invasión o rebelión. Fue la llamada Ley militar, que suavizaría bastante su sucesor Ervigio.
Según la tradición, el rey Wamba, después de derrotar la rebelión de Narbona, trajo desde allí las reliquias del mártir san Antolín, príncipe visigodo ejecutado en Toulouse a fines del siglo V. Se depositaron en lo que después fue la cripta de San Antolín de la catedral de Palencia.
Wamba convocó asimismo el XI Concilio de Toledo del año 675, en el cual se dictaron medidas para corregir los abusos y vicios eclesiásticos.
Se cree que el metropolitano de Toledo, Julián II, intervino en la conjura que acabó con el poder del rey Wamba. El rey fue engañado y narcotizado y una vez en ese estado, le tonsuraron, le vistieron con hábito de monje y le obligaron a renunciar a la corona.

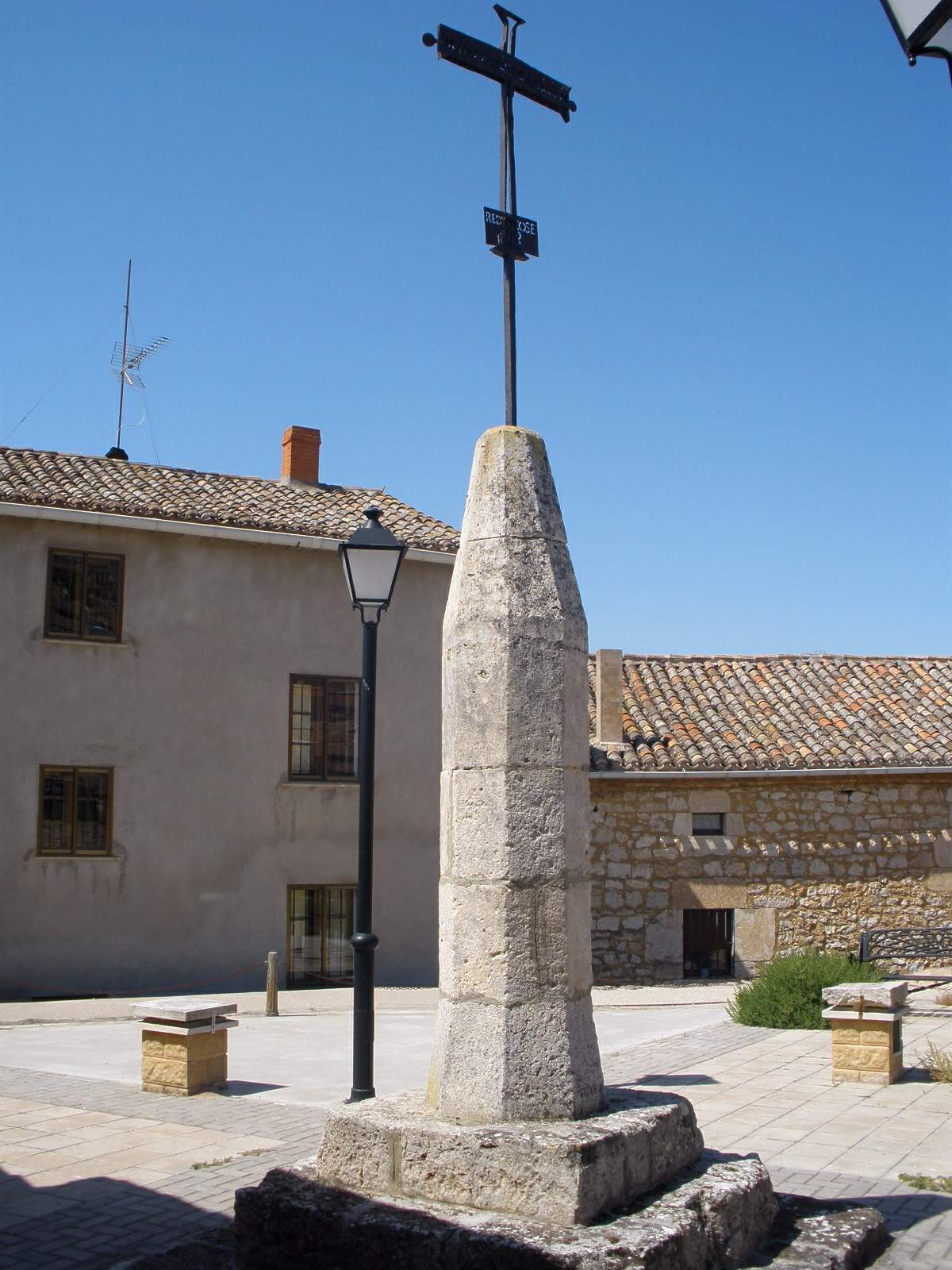
Cruz conmemorativa de la sepultura del rey Wamba, en el lugar donde existió el Monasterio de Monjes Negros de San Vicente de Pampliega, Burgos; donde falleció y fue enterrado en el año 688 dicho monarca visigodo.

## Muerte y sepultura
El rey Wamba se retiró al monasterio de Monjes Negros de San Vicente en Pampliega, Burgos, actualmente desaparecido, y allí murió en el año 688. Su cadáver recibió sepultura ante la puerta de la iglesia del monasterio de San Vicente, y allí permaneció sepultado hasta que, en el siglo XIII, Alfonso X el Sabio ordenó que sus restos mortales fueran trasladados a la iglesia de Santa Leocadia, ubicada junto al alcázar de Toledo, donde también habían sido trasladados los restos de su antecesor Recesvinto, y que no debe ser confundida con la otra iglesia de Santa Leocadia de Toledo. Durante la guerra de la Independencia española, los sepulcros donde descansaban los restos de ambos monarcas fueron profanados por las tropas francesas.
En 1845, los restos de ambos monarcas, introducidos en una arqueta de madera forrada de terciopelo carmesí, fueron trasladados a la catedral de Toledo por orden de  Isabel II, donde fueron depositados en el salón principal de la sacristía de la catedral, pasando posteriormente a la capilla del Ochavo, destinada a reliquias.
En 2014 el ayuntamiento de Pampliega solicitó la devolución de los restos del rey Wamba al cabildo catedralicio de la Catedral toledana, templo donde se encuentran en la actualidad.
El 27 de noviembre de 2017 los restos de Wamba y Recesvinto fueron trasladados en procesión por los canónigos mozárabes y recibieron sagrada sepultura en un nicho en la capilla del Corpus Christi, en la que se celebra diariamente el antiguo rito hispanogodo, también llamado visigótico o mozárabe, la liturgia que existía en la época de los reyes godos. Todos los años a comienzos de septiembre se celebran unas solemnes exequias en su memoria.
La figura del rey Wamba es un importante símbolo en la localidad, donde hay un monolito con su efigie, una calle y una plaza en su honor, un sello con su anagrama, una casa rural, una bodega, una peña recreativa; hasta un círculo católico de obreros de 1893 fue bautizado con su nombre.